# Himbergen
Himbergen – miejscowość i gmina w Niemczech, w kraju związkowym Dolna Saksonia, w powiecie Uelzen, wchodzi w skład gminy zbiorowej Bevensen-Ebstorf.
Do 31 października 2011 gmina należała do gminy zbiorowej Bevensen.

## Historia
Pierwsza wzmianka o Himbergen pochodzi z 1006 roku. Od 1966 do 1972 r. gmina należała do gminy zbiorowej Himbergen (Samtgemeinde Himbergen). Składała się z gmin Almstorf, Brockhimbergen, Himbergen, Kl.Thondorf, Kettelstorf, Kolle w. Rohrstorfer i Strothe.

## Polityka
Podczas wyborów samorządowych, które odbyły się w Niemczech 10 września 2006 roku, zwycięstwo odniosła CDU zdobywając 6 mandatów w radzie miejskiej. Drugie miejsce zajęła SPD z 4 mandatami, a 1 mandat przypadł Partii Zielonych.

## Kultura

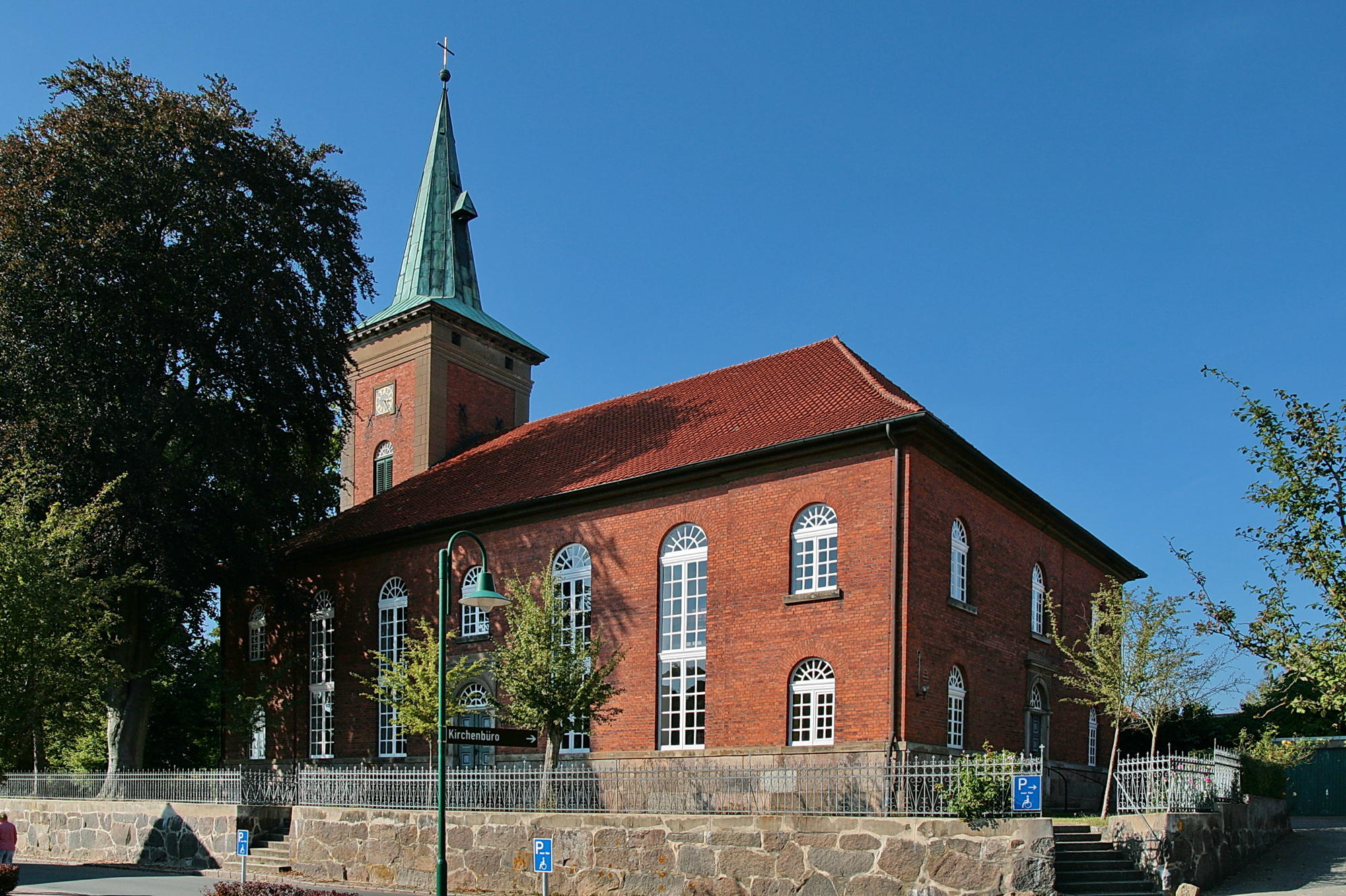
kościół świętego Bartłomieja z 1843 roku

W centrum Himbergen znajduje się kościół pod wezwaniem św. Bartłomieja (St. Bartholomäuskirche), zbudowany w stylu klasycystycznym w 1843 roku.